# Доли (Дубровачко приморје)
Доли су насељено место у саставу општине Дубровачко приморје, Дубровачко-неретванска жупанија, Република Хрватска.

## Историја
До територијалне реорганизације у Хрватској налазили су се у саставу старе општине Дубровник.

## Становништво
На попису становништва 2011. године, Доли су имали 189 становника.
| Број становника по пописима | Број становника по пописима | Број становника по пописима | Број становника по пописима | Број становника по пописима | Број становника по пописима | Број становника по пописима | Број становника по пописима | Број становника по пописима | Број становника по пописима | Број становника по пописима | Број становника по пописима | Број становника по пописима | Број становника по пописима | Број становника по пописима | Број становника по пописима |
| --------------------------- | --------------------------- | --------------------------- | --------------------------- | --------------------------- | --------------------------- | --------------------------- | --------------------------- | --------------------------- | --------------------------- | --------------------------- | --------------------------- | --------------------------- | --------------------------- | --------------------------- | --------------------------- |
| 1857                        | 1869                        | 1880                        | 1890                        | 1900                        | 1910                        | 1921                        | 1931                        | 1948                        | 1953                        | 1961                        | 1971                        | 1981                        | 1991                        | 2001                        | 2011                        |
| 448                         | 441                         | 434                         | 462                         | 510                         | 507                         | 495                         | 478                         | 518                         | 523                         | 488                         | 367                         | 299                         | 253                         | 207                         | 189                         |

Напомена: У 1981. повећано припајањем насеља Ђонта Доли које је престало да постоји. За то бивше насеље садржи податке од 1857. до 1971.

### Попис1991.
На попису становништва 1991. године, насељено место Доли је имало 253 становника, следећег националног састава:
| Попис 1991.‍ | Попис 1991.‍ | Попис 1991.‍ | Попис 1991.‍ | Попис 1991.‍ |
| ----------- | ----------- | ----------- | ----------- | ----------- |
|             |             |             |             |             |
| Хрвати      | Хрвати      |             | 253         | 100%        |
| укупно: 253 |             |             |             |             |